# تيرنس لويس (كرة سلة)
تيرنس لويس (بالإنجليزية: Terrence Lewis)‏ مواليد 20 أكتوبر 1969 في برمنغهام، هو لاعب كرة سلة أمريكي سابق. بدأ مسيرته الاحترافية في سنة 1993. اعتزل اللعب في 2009.

## المسيرة الاحترافية
لعب مع ويلينغتون ساينتس من سنة 1993 إلى 1996، ثم لعب مع أنطاليا سبور في موسم 1995–1996، ثم لعب مع ويلينغتون ساينتس من سنة 1999 إلى 2001، ثم لعب مع تشيشير فونيكس في موسم 1999–2000، ثم لعب مع كانتربيري رامز في سنة 2002، ثم لعب مع ويلينغتون ساينتس من سنة 2003 إلى 2008، ثم لعب مع ساوثلاند شاركز في سنة 2009.